# China (álbum)
China é um álbum de estúdio do músico grego Vangelis, lançado em 1979.  O álbum foi inspirado pela cultura chinesa e a filosofia do Taoismo.
| Críticas profissionais                                                      | Críticas profissionais |
| Avaliações da crítica                                                       | Avaliações da crítica  |
| Fonte                                                                       | Avaliação              |
| --------------------------------------------------------------------------- | ---------------------- |
| Allmusic                                                                    | [ 2 ]                  |
| Esta tabela precisa de ser acompanhada por texto em prosa. Consulte o guia. |                        |

## Faixas
1. "Chung Kuo"  – 5:31
2. "The Long March"  – 2:01
3. "The Dragon"  – 4:13
4. "The Plum Blossom"  – 2:36
5. "The Tao of Love"  – 2:46
6. "The Little Fete"  – 3:01
7. "Yin & Yang"  – 5:48
8. "Himalaya"  – 10:53
9. "Summit"  – 4:30